# Wydział Architektury Uniwersytetu w Belgradzie
Wydział Architektury Uniwersytetu w Belgradzie - szkoła architektury, jeden z 31 wydziałów Uniwersytetu w Belgradzie. 
Dzieli budynek z wydziałami Budownictwa i Elektrotechniki. Składa się z trzech jednostek: Architektura, Urbanistyka i Technologie Architektoniczne.
Absolwentami są m.in. Aleksandar Đokić, Dimitrije Mladenović, Milan Zloković.